# Nižný Slavkov
Nižný Slavkov é um município da Eslováquia, situado no distrito de Sabinov, na região de Prešov. Tem 23,14 km² de área e sua população em 2018 foi estimada em 854 habitantes.

## Demografia
| Ano:        | 1994 | 2004   | 2014   | 2024   |
| ----------- | ---- | ------ | ------ | ------ |
| Broj ljudi: | 800  | 789    | 833    | 876    |
| Razlika:    |      | -1,37% | +5,57% | +5,16% |

| Ano:               | 2023 | 2024   |
| ------------------ | ---- | ------ |
| Número de pessoas: | 880  | 876    |
| Diferença:         |      | -0,45% |